# De tierra (CD)
De Tierra es el segundo álbum en vivo de la banda de Rock peruana Mar de Copas. Al igual que la mayoría de sus lanzamientos la disquera es MDC Producciones.

## Historia
La primera producción acústica de la banda. Grabado por Rafo Arbulú con la asistencia de Jan Álvarez-Guerra y Chepo los días 2 y 3 de octubre de 2004 en el auditorio del Centro Cultural Peruano Japonés. Cuenta con los temas más destacados de dicho recital y además con un par de temas nuevos "Cada vez" y "Vacío" grabados con arreglos acústicos muy sencillos pero contundentes. Este CD está dedicado a la memoria de Luis (un seguidor de Mar de Copas que falleció hace unos años) y como homenaje también hay tema llamado "Luis" que está escondido al final del disco.

## Lista de canciones
- 01 Cada vez (demo)
- 02 Ni por un segundo
- 03 Popurrí
- 04 Sobre las vías del tren
- 05 Ni para rogar un beso
- 06 Esos días
- 07 Momentos de ti
- 08 Serenata
- 09 Una historia más
- 10 País de tus sueños
- 11 Despedida
- 12 Tras esa puerta
- 13 Si algo así como el amor está en el aire
- 14 Suna
- 15 Viajo en tu piel
- 16 Canción
- 17 Vacío (demo)
- 18 Luis